# Genadijus Linas Vodopjanovas

Wappen von Genadijus Linas Vodopjanovas

Genadijus Linas Vodopjanovas OFM (* 8. Juni 1973 in Neringa) ist ein litauischer Ordensgeistlicher und römisch-katholischer Bischof von Panevėžys.

## Leben
Genadijus Linas Vodopjanovas trat am 4. Juni 1993 der Ordensgemeinschaft der Franziskaner bei, legte am 15. August 1996 die ewige Profess ab und empfing am 15. August 1999 die Diakonenweihe. Der Bischof von Telšiai, Antanas Vaičius, spendete ihm am 15. Juli 2000 die Priesterweihe.
Papst Benedikt XVI. ernannte ihn am 11. Februar 2012 zum Titularbischof von Quiza und Weihbischof in Telšiai. Der Erzbischof von Vilnius, Audrys Juozas Kardinal Bačkis, spendete ihm am 14. April  desselben Jahres die Bischofsweihe; Mitkonsekratoren waren Jonas Boruta SJ, Bischof von Telšiai, und Sigitas Tamkevičius SJ, Erzbischof von Kaunas. Als Wahlspruch wählte er Beati Pacifici.
Am 20. Mai 2016 ernannte ihn Papst Franziskus zum Bischof von Panevėžys.